# Desa Segaran (administrativ by i Indonesien, Jawa Barat)
Desa Segaran är en administrativ by i Indonesien.   Den ligger i provinsen Jawa Barat, i den västra delen av landet, 40 km nordost om huvudstaden Jakarta.